# Banco Venezolano de Crédito
Venezolano de Crédito, Banco Universal  o Banco Venezolano de Crédito, es una institución financiera de Venezuela con base en Caracas. Esta institución desempeña un papel crucial en el desarrollo económico del país desde su fundación,  gracias al financiamiento a sectores claves para la economía y el desarrollo.
El Banco cuenta con una red de 71 oficinas comerciales de las cuales, 47 son tradicionales,12 son taquillas corporativas instaladas en las sedes de las más importantes empresas del país y 12 se ubican en las sedes de importantes establecimientos comerciales; asimismo mantiene una oficina en Cayman Islands, B.W.I., establecida en 1,998.

## Historia
El Banco abrió sus puertas por primera vez el 4 de junio de 1925. Para ese entonces, Caracas contaba con una población de 186.000 habitantes.
Durante sus primeros cincuenta años de vida institucional, el BVC extendió su acción crediticia a todos  los campos de la economía asociados al desarrollo y al bienestar. Financió íntegramente el primer ensanche de Caracas, en San Agustín, y más tarde el desarrollo urbanístico del este de la ciudad. Participó en las principales actividades asociadas al crecimiento del país: agricultura, telecomunicaciones, electricidad, exportaciones, vivienda, infraestructura, urbanismo, aviación, entre otras.
Al llegar a los años 60, el BVC tenía un total de cinco oficinas, conjuntamente con la sede principal en Caracas. Sin embargo, a partir de los años 70 se inició un proceso de crecimiento a lo largo del País y su modernización. Varias agencias fueron inauguradas en las principales ciudades del interior; mientras que en el área tecnológica se instalaba un sistema en línea para el pago de cheques en cualquier oficina del País. 
En la década de los ochenta el Banco es pionero, al ofrecer junto con otras instituciones los primeros cajeros Suiche 7B de Venezuela.
A comienzos de la década de los 90, el Banco se convierte en líder de servicios especializados de valores y comienza un importante proceso de apertura de oficinas en las sedes de empresas corporativas y comerciales, reforzando la atención a nóminas de importantes empresas y captación de nuevos clientes en espacios de fácil acceso.
Desde principios del nuevo siglo el Banco ha orientado su estrategia al desarrollo y promoción de servicios digitales apoyados en la más alta tecnología: office banking para operaciones de empresas (Venecredit Office Banking); Internet Banking para personas (Venezolano Online); así como avanzados servicios de banca móvil. El Banco ha definido como estrategia clave el uso de la tecnología y la innovación para lograr que sus productos y servicios estén disponibles para sus clientes en cualquier momento o lugar.